# Banco de Tierras
El Banco de Tierras fue un proyecto desarrollado en Aragón, España, enmarcado dentro de la reforma agraria y encargado de redistribuir los terrenos agrícolas de forma que se adecúen lo más posible para el desarrollo y modernización agraria y social del campo. A pesar de que dicha ley fue aprobada la misma no se desarrolló.

## Objetivos y destinatarios
Los objetivos de un Banco de Tierras son:
- Poner en valor las tierras con aptitudes para la agricultura
- Frenar la pérdida de superficie agraria útil
- Mejorar y ampliar la base territorial de las explotaciones
- Evitar situaciones de abandono.

Los destinatarios de la actividad del Banco de Tierras son:
- Explotaciones que quieran aumentar su superficie agrícola
- Jóvenes que quieran dedicarse a la actividad agrícola
- Cooperativas agrarias que pretendan aumentar su base territorial
- Zonas afectadas por el envejecimiento o el éxodo rural

Otras medidas incluyen:
- En la Ley asturiana que crea el Banco de Tierras figura también un impuesto sobre explotaciones infrautilizadas, que aún no ha sido desarrollado, pese a los años transcurridos desde su creación en 1989: "Constituye el hecho imponible del impuesto la infrautilización de las fincas o explotaciones agrarias, por no alcanzar en el período impositivo el rendimiento óptimo fijado para cada zona por el Consejo de Gobierno"

## Funcionamiento
Los propietarios pueden inscribir sus fincas en el Banco de Tierras.
El Banco de Tierras las integra para arrendarlas de la forma más conveniente al desarrollo rural.
El arrendamiento se gestiona por períodos de entre 5 y 30 años.
En el caso de Asturias, el Banco de Tierras capta fincas por cesión o adquisición y las transmite para los siguientes fines:
1. Ampliación de la base territorial de explotaciones existentes y en funcionamiento.
2. Creación de base territorial de cooperativas u otras asociaciones agrarias, legalmente constituidas.
3. Asentamiento de jóvenes agricultores, con preferencia de los que constituyan cooperativas u otro tipo de asociación legal.
4. Asentamiento de emigrantes retornados.
5. Establecimiento de nuevos asentamientos, fundamentalmente en las zonas gravemente afectadas por el envejecimiento de la población o el éxodo rural.
6. Establecimiento de campos de investigación y experimentación agraria gestionados directamente por la Comunidad Autónoma o para su cesión a entes públicos o privados sin ánimo de lucro y que lo soliciten.

Todo ello persigue mantener la actividad agrícola en los terrenos que se vienen empleando para tal fin, de modo que por jubilación o abandono de la actividad, ésta no cese, siendo transmitida la explotación a otro titular, por mediación y con la garantía del Banco de Tierras.